# Campeonato Sudamericano de Clubes de Rugby 2000
El  Campeonato Sudamericano de Clubes de Rugby de 2000 fue la octava y última edición del torneo sudamericano de rugby de clubes campeones.

## Participantes
| Liga                               | Ganador              |
| ---------------------------------- | -------------------- |
| Torneo Nacional de Clubes 1999     | Club La Tablada      |
| Campeonato Central de Rugby 1999   | Universidad Católica |
| Campeonato Paraguayo de Rugby 1999 | CURDA                |
| Campeonato Uruguayo de Rugby 1999  | Carrasco Polo        |

## Desarrollo

#### Semifinal
| 1 de marzo de 2000 | Carrasco Polo | 61 - 3 | Universidad Católica |  |  |

| 2 de marzo de 2000 | Club La Tablada | 79 - 7 | CURDA |  |  |

#### Final
| 4 de marzo de 2000 | Club La Tablada | 39 - 21 | Carrasco Polo |  |  |

| Bandera de Argentina    |
| Campeón Club La Tablada |
| Primer título           |